# Solntsevskaja bratva
Solntsevskaja bratva (ryska: Солнцевская братва, "Solntsevo-brödraskapet") är ett beryktat och ökänt brottssyndikat inom den ryska maffian som anses vara världens mäktigaste brottsfraktion och den mest framträdande falangen inom ryska maffian tätt följt av Tambovskaja banda i Sankt Petersburg som de har nära förbindelser till.
Syndikatet uppstod ursprungligen under tidigt 1980-tal i området Solntsevo i Moskva. Gruppen finns utspridd i stora delar av världen och är länkad till de flesta andra stora syndikat från forna Sovjetunionen, samt övriga stora välkända brottssyndikat i världen.